# Сидон (сеньория)

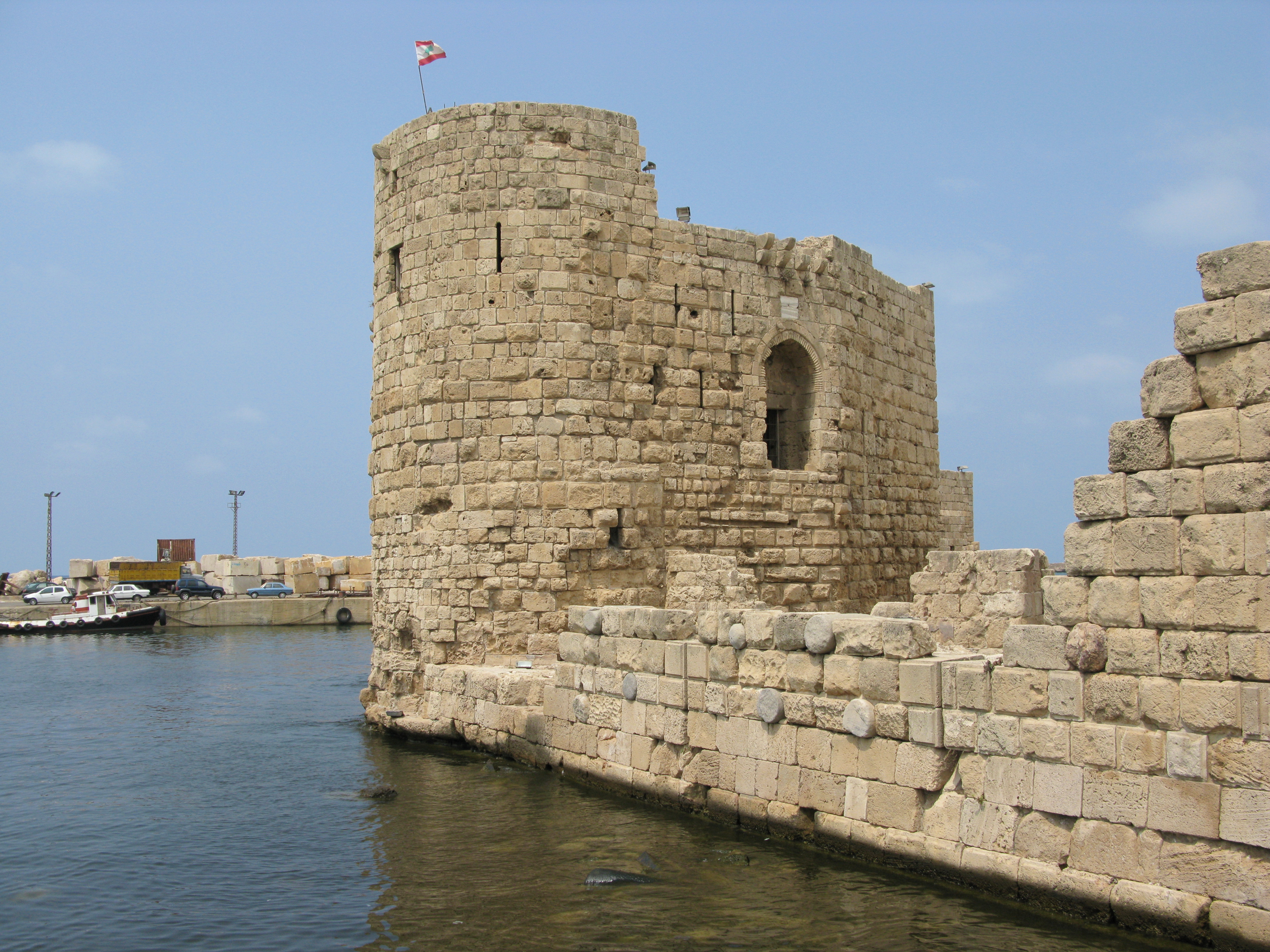
Замок Сидон

Сеньория Сидона (фр. Saete/Sagette; Сайда, Сайетта, Сагитта) — государство крестоносцев, одно из четырёх главных вассальных сеньорий Иерусалимского королевства, занимала наименьшую территорию, но по значимости находилась на одном уровне с соседними сеньориями Торона и Бейрута.
Сидон был взят крестоносцами в декабре 1110 года и пожалован Эсташу I де Гранье. Сеньория занимала побережье Средиземного моря между Тиром и Бейрутом. В 1187 году была завоевана Саладином и оставалось в руках мусульман вплоть до 1197 года. Незадолго до битвы при Айн Джалуте город был разрушен монголами, а затем Жюльен де Гранье продал свои владения тамплиерам. Далее руины Сидона отошли мамлюкам.

## Сеньоры Сидона
- Эсташ I де Гранье (1110—1123)
- Эсташ II де Гранье (1123—1131)
- Жерар де Гранье (1131—1171)
- Рено де Гранье (1171—1187, 1197—1202)
  - Саладин (1187—1197)
- Балиан I де Гранье (1202—1239)
- Жюльен Гранье (1239—1260)
  - Продано тамплиерам (1260)
- Жюльен Гранье (титулярный, 1260—1275)
- Балиан II (титулярный)
- Феб де Лузиньян (титулярный, c 1460)
- Филипп де Лузиньян (титулярный, c 1460)

## Подчиненные территории

### Сеньория Шуфа
Была основана в качестве вассальной территории Сидона около 1170. Центром сеньории служила пещера-крепость, называемая Грот Тирона. В 1256 Жюльен Гранье продал сеньорию тевтонским рыцарям.
- Андре из Шуфа (XIII век)
- Жан из Шуфа (XIII век)
- Жюльен из Сидона (середина XIII века)